# Daniel Cordier

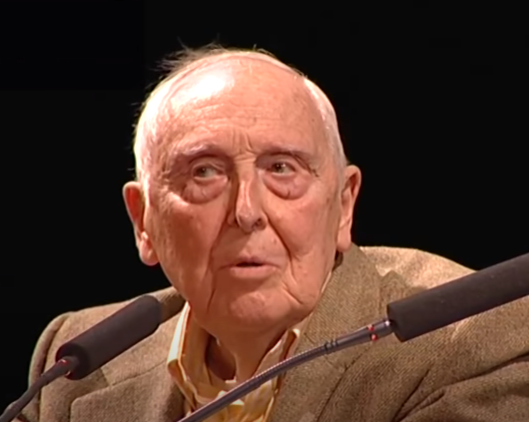
Daniel Cordier (2012)

Daniel Cordier MBE (* 10. August 1920 in Bordeaux; † 20. November 2020 in Cannes) war ein französischer Widerstandskämpfer, Kunsthändler, Historiker und Autor.
Zu Kriegsbeginn noch Anhänger der extremen Rechten, trat er im Juni 1940 den Forces françaises libres bei. In den Jahren 1942 und 1943 war er Sekretär Jean Moulins, unter dessen Einfluss er sich politisch nach links entwickelte. Später verfasste er eine umfangreiche, historisch bedeutende Biografie Moulins.
1944 wurde er zum Compagnon de la Libération ernannt; nach dem Krieg war er Maler, später Galerist und Historiker.

## Leben
Daniel Bouyjou-Cordier stammte aus Bordeaux aus einer wohlhabenden und konservativen Familie von Händlern und Anhängern des Royalisten Charles Maurras. Er wurde nach seinem Stiefvater Charles Cordier († 1976) benannt, dem zweiten Ehemann seiner Mutter Jeanne Gauthier († 1968).
Cordier besuchte verschiedenen katholische Internate, von denen er regelmäßig wegen mangelnder Disziplin und sexueller Anzüglichkeiten verwiesen wurde.

### Mitglied derAction française
Im Alter von 17 Jahren wurde er Aktivist der Action française und deren Jugendverband Camelots du Roi und gründete in Bordeaux den Cercle Charles-Maurras.
Wie er in seiner Autobiografie Alias Caracalla angibt, war er zu Beginn des Zweiten Weltkrieges Faschist, Antisemit, Antisozialist, Antikommunist, Antidemokrat und Ultra-Nationalist und wünschte sich sogar noch nach seinem Beitritt zu den Forces françaises libres, dass Léon Blum, der sozialistische Premierminister der Volksfront (Front populaire), nach einem Schnellverfahren am Ende des Krieges erschossen werde.
Er schrieb, dass er ohne die Artikel von Maurras, des Theoretikers des „integralen Nationalismus“, nie der Résistance beigetreten wäre. Im Gegensatz zu seinem Vordenker lehnte er allerdings den Waffenstillstand aus Patriotismus ab.

### Die Niederlage vom Juni 1940
Im Juni 1940 hielt er sich mit seiner Familie im südfranzösischen Bescat auf und erwartete seine Einberufung zum 10. Juli.
Am 17. Juni hörte er im Radio die erste Rede des Regierungschefs Philippe Pétain und ging davon aus, dass der Gewinner von Verdun den Krieg fortsetzen werde. Über die Forderung nach einem Waffenstillstand war er empört.
Nachdem er sechzehn Freiwillige versammelt hatte und weil er hoffte, Frankreich möge den Krieg fortsetzen, schiffte er sich am 21. Juni in Bayonne auf dem belgischen Frachtschiff Léopold II ein, das eigentlich nach Algerien fahren sollte, aber schließlich nach England fuhr.

### Die Résistance

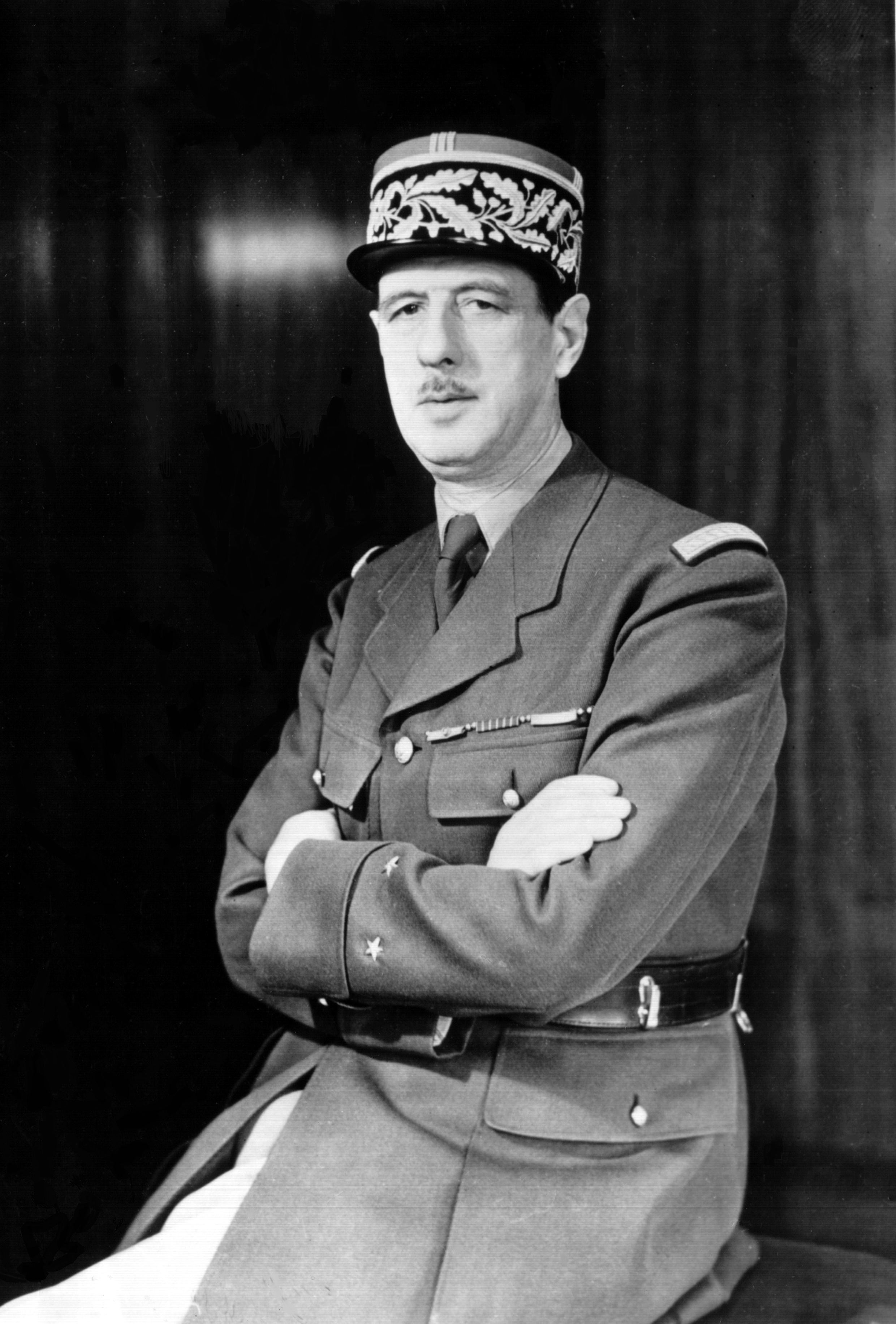
General de Gaulle, Gründer der Forces françaises libres (um 1942)

Cordier erreichte Falmouth in Cornwall am 25. Juni 1940 und schloss sich mit seinen Kameraden am 28. Juni den ersten freien französischen Truppen der Légion de Gaulle an. Auf dem Weg verbrachte er einige Tage im Hotel Olympia, dort wurde er dem gerade gebildeten Jägerbataillon zugewiesen. Den ganzen Juli durchlief er in Delville Camp ein Trainingslager. Das Bataillon wurde zuerst in Camberley stationiert und dann im Lager Old Dean, wo Cordier seine militärische Ausbildung vervollständigte.
Er trat dem BCRA (Bureau Central de Renseignements et d’Action, deutsch Zentralbüro für Aufklärung und Aktion) bei, dem Auslandsnachrichtendienst der Forces françaises libres in London, und wurde am 26. Juli 1942 in Frankreich bei Montluçon mit dem Fallschirm abgesetzt.
In Lyon angekommen, schloss er sich Jean Moulin an, einem heimlich von de Gaulle ernannten Mitglied des Comité national français, der faktisch der einzige Vertreter dieses Komitees in Frankreich war. Cordier nahm den Decknamen Alain an, in Anlehnung an den Philosophen Émile Chartier, der sich ebenfalls so genannt hatte.
Er gründete und leitete Jean Moulins Sekretariat und war elf Monate lang tagtäglich sein engster Mitarbeiter. Er verwaltete dessen Post- und Funkverbindungen nach London, half ihm, Organe und Dienste der Résistance einzurichten, und unterstützte dessen Bemühungen, den französischen inneren Widerstand zu vereinen und unter die Leitung de Gaulles in London zu stellen.
In Lyon rekrutierte Cordier nacheinander Laure Diebold (Sekretariat), Hugues Limonti (Post), Suzanne Olivier, Joseph Van Dievort, Georges Archimbaud, Laurent Girard, Louis Rapp und Hélène Vernay. Die meisten von ihnen nahm er später mit nach Paris; Jean-Louis Théobald, Claire Chevrillon und Jacqueline Pery d’Alincourt kamen dort hinzu. In Lyon wurde Cordier durch Tony de Graaff ersetzt, mit Hélène Vernay als Sekretärin und Laurent Girard als Kurier.
Diese Arbeit führte am 27. Mai 1943 zur Gründung des Conseil national de la Résistance (CNR, deutsch: Nationaler Widerstandsrat). Dafür mussten viele Reibereien und Differenzen mit den Führern der Résistance sowie mit Pierre Brossolette, einem weiteren Gesandten de Gaulles und Konkurrenten Moulins, überwunden werden.
Nach der Verhaftung und dem Tod Moulins im Juli 1943 forderte Brossolette die Rückberufung Cordiers nach London. Cordier blieb aber bis zum 21. März 1944 im Dienste von Moulins Nachfolger Claude Bouchinet-Serreulles (1912–2000) bei der Generaldelegation. Dann ging er über die Pyrenäen nach Spanien, wurde dort von Francos Leuten im Lager Miranda interniert und kehrte erst danach zurück nach Großbritannien.

### Weißbuch des BCRA
Ende 1944 erhielt Cordier den Auftrag, ein Weißbuch des BCRA zu verfassen, eine offizielle Geschichte, mit der u. a. Vorwürfe entkräftet werden sollten, das BCRA habe während des Krieges Verbrechen begangen. Der Auftrag kam von André Manuel (1905–1988), einem der Gründer des BCRA. Cordier besorgte sich mühsam die Akten des BCRA und richtete in Paris ein provisorisches Archiv ein. Er begann mit der Auswertung des Materials und verfasste mit der Unterstützung von Vitia Hessel (1939–1986), der Frau von Stéphane Hessel, die Cordier beide aus der Résistance kannte, das Weißbuch des BCRA. Ende November 1945 präsentierte man die ersten drei Teile de Gaulle, der einer Veröffentlichung in den Éditions Gallimard zustimmte, aber zuvor den Text durch André Diethelm, Pierre Billotte und Geoffroy Chodron de Courcel validieren lassen wollte. Nach dem Rücktritt de Gaulles im Januar 1946 geriet das Projekt in Vergessenheit. Das Weißbuch des BCRA (französisch: Livre blanc du BCRA) wurde nie veröffentlicht; es wird im französischen Nationalarchiv unter der Signatur 3AG2/1-3 aufbewahrt.

### Verdächtigungen
Der Historiker Jacques Baynac (* 1939) schreibt in seinem Buch Présumé Jean Moulin (1940–1943), Cordier sei möglicherweise um den 14. Juni 1943 herum durch die Deutschen verhaftet worden, eine Woche vor der Gefangennahme Moulins (und deutet dadurch an, Moulin könne durch Cordier verraten worden sein). Offizielle Akten der britischen Special Operations Executive (SOE) berichten ebenfalls über eine Gefangennahme Cordiers. Cordier erklärte allerdings seinerseits: „Ich bin noch nie verhaftet worden, sonst hätte ich es gesagt.“
Beim ersten Prozess gegen den Eisenbahner René Hardy im Jahr 1947 in Lyon, bei dem dieser angeklagt war, Moulin in Caluire an die Gestapo verraten zu haben, sprach sich Cordier für dessen Schuld aus. Auch Jahrzehnte später, nach ausführlichen historischen Forschungen, blieb er bei dieser Auffassung. Hardy wurde in zwei Prozessen, 1947 und 1950, freigesprochen. Allerdings erklärte Klaus Barbie bei seinem eigenen Prozess 1987, Hardy habe für ihn als Doppelagent gearbeitet.

### Politische Überzeugungen
In der Zusammenarbeit mit dem radikalen Sozialisten Jean Moulin legte Cordier seine rechtsextremen Ansichten ab und bekannte sich später zu einem humanistischen und nicht-marxistischen Sozialismus. Ende der 1950er Jahre half er zusammen mit Stéphane Hessel, den linksliberalen Club Jean-Moulin zu gründen. Im Jahr 2017, zwischen den beiden Abstimmungen der Präsidentschaftswahl in Frankreich, stellte sich Cordier entschieden gegen Marine Le Pen und bezeichnete ihre mögliche Wahl als „monströs“.

### Maler und Kunsthändler
Bald nach dem Kriegsende begann Cordier eine Karriere als Maler, schrieb sich 1946 an der Académie de la Grande Chaumière ein und kaufte zugleich sein erstes Werk im Salon des Réalités nouvelles, ein Gemälde von Jean Dewasne.
Zehn Jahre lang malte er und sammelte: Arman, Braque, César, Chaissac, Dado, de Staël, Hantaï, Hartung, Hundertwasser, Kline, Mathieu, Ossorio, Reichel, Réquichot, Reuterswärd, Rouault, Sonnenstern, Soutine, Stankiewicz, Takis, Tàpies, Tinguely, Tobey, Villon, Viseux, Wols.
Im November 1956 eröffnete Cordier im achten Pariser Arrondissement seine erste Galerie und arbeitete fortan als Kunsthändler. Nach einer ersten Ausstellung zu Claude Viseux stellte er gemeinsam mit Jean Dewasne, Jean Dubuffet und Roberto Matta aus. Acht Jahre lang stellte er viele Künstler aus, von denen er etliche selbst entdeckt hatte und unterstützte. 1964 musste er die Galerie schließen; aus wirtschaftlichen Gründen und wegen des mangelnden Interesses an zeitgenössischer Kunst in Frankreich. Cordier betrieb zwischen 1959 und 1963 auch in Frankfurt am Main eine Galerie, in der Taunusanlage 21; er stellte dort u. a. aus: Carl Buchheister, Dado, Karl Otto Götz, Roberto Matta, Henri Michaux, Manolo Millares, Louise Nevelson und Bernard Schultze. Ab 1964 organisierte Cordier große Ausstellungen.
In der Ausstellung Daniel Cordier. Le regard d’un amateur (1989) im Centre Pompidou präsentierte er folgende Künstler: Art premier, Jim Amaral, Dieter Appelt, Arman, Bernard Bazile, Hans Bellmer, Pierre Bettencourt, Julius Bissier, Brassaï, Aristide Caillaud, César, Gaston Chaissac, Philippe Comar, Robert Combas, Dado, Thierry De Cordier, Fred Deux, Jean Dewasne, Jean Dubuffet, Marcel Duchamp, Erró, Öyvind Fahlström, Claire Falkenstein, Yolande Fièvre, Eugène Gabritschevsky, Dominique Gauthier, Georgik, Simon Hantaï, Hans Hartung, Hessie, Horst Egon Kalinowski, Karen, Joël Kermarrec, Michel Lablais, Jean Le Gac, Augustin Lesage, Robert Mapplethorpe, Roberto Matta, Jean-Michel Meurice, Henri Michaux, Roland Michenet, Manolo Millares, Robert Morris, Michel Nedjar, Louise Nevelson, Christian d’Orgeix, Alfonso Ossorio, Robert Rauschenberg, Jean-Pierre Raynaud, Bernard Réquichot, Yves Reynier, François Rouan, Friedrich Schröder Sonnenstern, Bernard Schultze, Charles Simonds, Souki Sivalax, Richard Stankiewicz, Takis, Jean Tinguely, Gérard Titus-Carmel, Ursula, Nicolas Valabrègue, Bernar Venet, Claude Viallat, Claude Viseux, Joel-Peter Witkin, Christian Zeimert

### Historiker und Biograph Jean Moulins

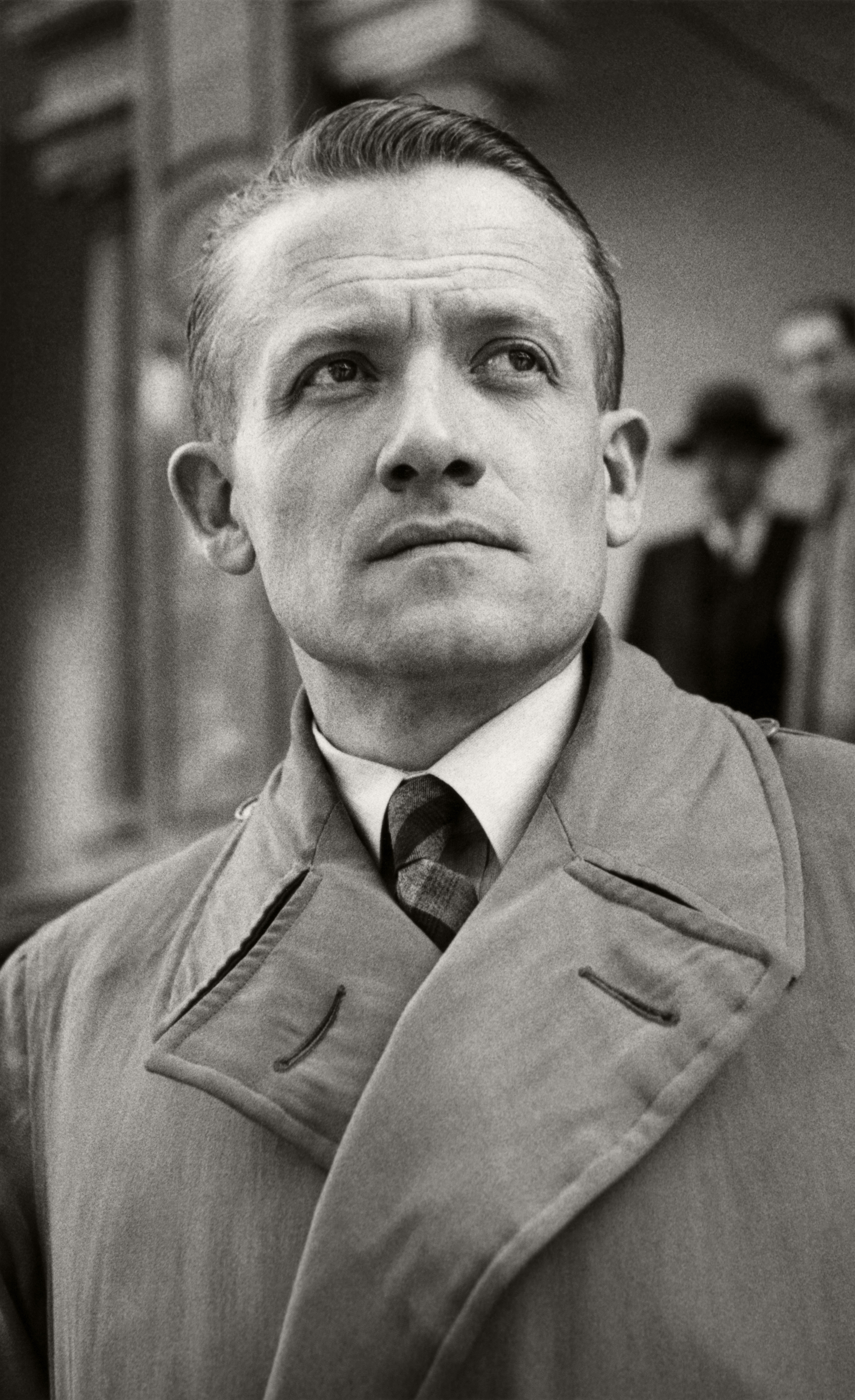
Henri Frenay (um 1942)

Ende der 1970er Jahre erhob Henri Frenay, früher ebenfalls ein führendes Mitglied der Résistance, die Beschuldigung, Jean Moulin, der erste Vorsitzende des CNR, sei ein kommunistischer Agent gewesen. Cordier, von der Anschuldigung schockiert, beschloss daraufhin, das Andenken an seinen ehemaligen Chef zu verteidigen. Er war im Besitz von Jean Moulins Archiv und publizierte nach jahrelanger akribischer Forschung eine dreibändige Biografie Jean Moulins. Sie erneuerte grundlegend die Geschichtsschreibung der Résistance und wies die Anschuldigungen der Gegner Moulins zurück.

#### Methodik
Daniel Cordier betonte die Unzuverlässigkeit des menschlichen Gedächtnisses und stützte sich als Historiker ausschließlich auf schriftliche Dokumente. Er benutzte keine mündlichen Aussagen und nutzte auch seine eigenen Erinnerungen als Zeitzeuge nur sehr begrenzt.
Viele Widerstandskämpfer haben wichtige Episoden aus ihrem Gedächtnis gelöscht. So musste Cordier 1983 während eines Symposiums über den Conseil national de la Résistance (CNR) Christian Pineau das schriftliche Dokument vorlegen, das bewies, dass er, Pineau, als Erster (Ende 1942) an ein Projekt für einen Rat der Résistance gedacht hatte. Pineau erinnerte sich nicht an diese Episode und weigerte sich auch standhaft, das zu glauben.

#### Einschätzung seiner historischen Arbeiten
Nach dem Krieg vertraten viele ehemalige Führer der Résistance eine harmonisierende Sicht und zogen es vor, die Streitigkeiten, Rivalitäten und Differenzen, die sie untereinander und mit London gehabt hatten, zu verschweigen, obwohl diese zuhauf in Dokumenten belegt sind. Deshalb wurde Cordiers Arbeit von seinen ehemaligen Kameraden oft ignoriert oder kritisiert; sie warfen ihm vor, die Einheit der ehemaligen Widerstandskämpfer zu untergraben.
Andere wiesen darauf hin, dass er unter dem Deckmantel der wissenschaftlichen Objektivität darauf abziele, Jean Moulins Arbeiten und Positionen zu verteidigen und zu rechtfertigen; ebenso wie die faktische Kontrolle der gesamten Résistance durch France libre bei der Vereinigung zum CNR (21. März 1943); und zwar auf Kosten derer, die mit Moulin nicht einverstanden waren und konkurrierende Projekte unterstützten. Für den Journalisten Thierry Wolton sind Cordiers Bücher eine Abrechnung mit Henri Frenay und eine Hagiographie Jean Moulins statt einer Biografie.
Trotzdem wird Cordiers Arbeit von Historikern wegen ihrer Informationsfülle, ihres Perfektionismus, ihrer Schreib- und Analysefähigkeiten weithin gelobt. Neben der Verteidigung einer heroischen und bedeutenden Figur der Résistance und der Geschichte Frankreichs gilt sie als Meilenstein in der Geschichtsschreibung des Kampfes der „Armee der Schatten“.

### Autobiografie
Unter dem Titel Alias Caracalla: Memoirs, 1940–1943 veröffentlichte Cordier im Jahr 2009 seine Autobiografie.
Im selben Jahr enthüllte er seine Homosexualität und kündigte an, sie werde ein Thema im zweiten Band seiner Memoiren sein.
Les Feux de Saint-Elme, veröffentlicht 2014, ist die Geschichte seines emotionalen und sexuellen Erwachens in der Saint-Elme-Schule in Arcachon, einem religiösen Internat für Jungen, in dem er seine Jugend verbrachte. Er unterlag den sich widersprechenden Einflüssen André Gides und der katholischen Kirche in der Person seines Beichtvaters, der ihn überredete, auf seine Liebe zu einem Jungen namens David Cohen zu verzichten. Diese Episode sollte sein ganzes Leben prägen.

### Tod
Daniel Cordier starb am 20. November 2020 im Alter von 100 Jahren in Cannes. Er war der vorletzte lebende Compagnon de la Libération und wurde als solcher nur von Hubert Germain überlebt. Präsident Emmanuel Macron kündigte eine nationale Gedenkfeier für Cordier an.  Er wurde am 26. November 2020 in Paris auf dem Friedhof Père-Lachaise (Division 27) bestattet.

## Auszeichnungen
Daniel Cordier war Träger des Croix de guerre 1939–1945 (Kriegskreuz 1939–1945). Am 20. November 1944 wurde er zum Compagnon de la Libération ernannt. Am 31. Dezember 2017 wurde ihm das Großkreuz der Ehrenlegion verliehen.
Wenige Monate vor seinem Tod wurde der 99-jährige Cordier vom Vereinigten Königreich zum Mitglied des Order of the British Empire (MBE) ernannt. Die Ehrung wurde am 18. Juni 2020 bekanntgemacht, dem 80. Jahrestag des Appells vom 18. Juni, in dem de Gaulle von London aus die Franzosen im Radio aufgerufen hatte, sich ihm im Widerstand gegen die deutschen Besatzer Frankreichs und das Vichy-Regime anzuschließen. Zugleich mit Cordier erhielten die Widerstandskämpfer Edgard Tupët-Thomé (1920–2020), Hubert Germain (1920–2021) und Pierre Simonet (1921–2020) ebenfalls diese Auszeichnung.

## Werke
- Jean Moulin. L’Inconnu du Panthéon, Band 1 von 3. Une ambition pour la république. Juin 1899 – Juin 1936. Paris, J.-C. Lattès, 1989. 896 S.
- Jean Moulin. L’Inconnu du Panthéon, Band 2 von 3. Le choix d’un destin. Juin 1936 – Novembre 1940. Paris, J.-C. Lattès, 1989. 762 S.
- Jean Moulin. L’Inconnu du Panthéon, Band 3 von 3. De Gaulle capitale de la Résistance. Novembre 1940 – Décembre 1941. Paris, J.-C. Lattès, 1993. 1480 S. ISBN 2-7096-1291-7
- Jean Moulin. La République des catacombes, I. Paris, Gallimard, 2011. ISBN 978-2-07-034974-6
- Jean Moulin. La République des catacombes, II. Paris, Gallimard, 2011. ISBN 978-2-07-035519-8
- Alias Caracalla : mémoires, 1940–1943. Paris, Gallimard, 2009. ISBN 978-2-07-074311-7
- Zusammen mit Paulin Ismard. De l’Histoire à l’histoire. Paris, Gallimard, 2013. ISBN 978-2-07-014184-5
- Les Feux de Saint-Elme, récit. Paris, Gallimard, 2014, 194 S. ISBN 978-2-07-078634-3

### Über die Résistance
- Jacques Baynac, Présumé Jean Moulin (1940–1943) : esquisse de la Résistance, Paris, Grasset, 2007. ISBN 978-2-24-662811-8
- François Bédarida, Jean Moulin et le Conseil national de la Résistance. Paris, CNRS, 1998. ISBN 978-2-22-203428-5
- Laurent Douzou, La Résistance française, une histoire périlleuse. Paris, Seuil, 2005. ISBN 978-2-02-054112-1

### Zur Kontroverse Cordier-Frenay
- Charles Benfredj, L’Affaire Jean Moulin : la contre-enquête, Paris, Albin Michel, 1990, 256 S. ISBN 978-2-22-604908-7

## Archiv
Das persönliche Archiv Daniel Cordiers befindet sich im französischen Nationalarchiv unter der Nummer 674AP21.

## Filme
- Bernard George und Régis Debray, Daniel Cordier, La Résistance comme un roman, France 5, 2010.
- Alain Tasma, Alias Caracalla, Fernsehfilm nach dem gleichnamigen Buch von Daniel Cordier, 2013, gespielt von Jules Sadoughi.